# Paula Newby-Fraser
Paula Newby-Fraser (* 2. Juni 1962 in Salisbury, Südrhodesien) ist eine ehemalige Duathletin und Triathletin aus Simbabwe und die weltweit erfolgreichste Sportlerin auf der Langdistanz.

## Werdegang
Paula Newby-Fraser wurde in Südrhodesien (heutiges Simbabwe) geboren und ihre Familie zog nach Südafrika, als sie vier war. In ihrer Jugend war sie erfolgreich im Schwimmsport aktiv und als 23-Jährige zog sie im März 1986 von Durban nach San Diego im US-Bundesstaat Kalifornien, wo sie sich auf Triathlon konzentrierte.

1993 nahm sie die Staatsbürgerschaft der Vereinigten Staaten an.

### Siegerin Ironman World Championships 1986
Newby-Fraser hat öfter als jede andere Frau die beiden Triathlon-Veranstaltungen der 1980er- und 1990er-Jahre mit der größten Medienaufmerksamkeit, den Triathlon Longue Distance de Nice und den Ironman Hawaii, gewonnen: von 1989 bis 1992 gewann sie viermal in Folge in Nizza und wird hierin nur von Mark Allen übertroffen. Beim Ironman Hawaii konnte sie sogar achtmal gewinnen (1986, 1988, 1989, 1991, 1992, 1993, 1994 und 1996), was bisher kein anderer Mensch auf der Welt geschafft hat und ihr den Spitznamen „Queen of Kona“ einbrachte. Im Oktober 1986 lief Paula Newby-Fraser als zweite Frau 92 Sekunden hinter Patricia Puntous über die Ziellinie, Patricia Puntous wurde aber im Ziel wegen Drafting auf der Radstrecke disqualifiziert und Fraser gewann so mit erst 24 Jahren den ersten Ironman Hawaii, bei dem Preisgeld an die Sieger ausgeschüttet wurde.
Sie unterbot die bis dahin bestehende Bestzeit von Sylviane Puntous (1984) um fast weitere 36 Minuten.

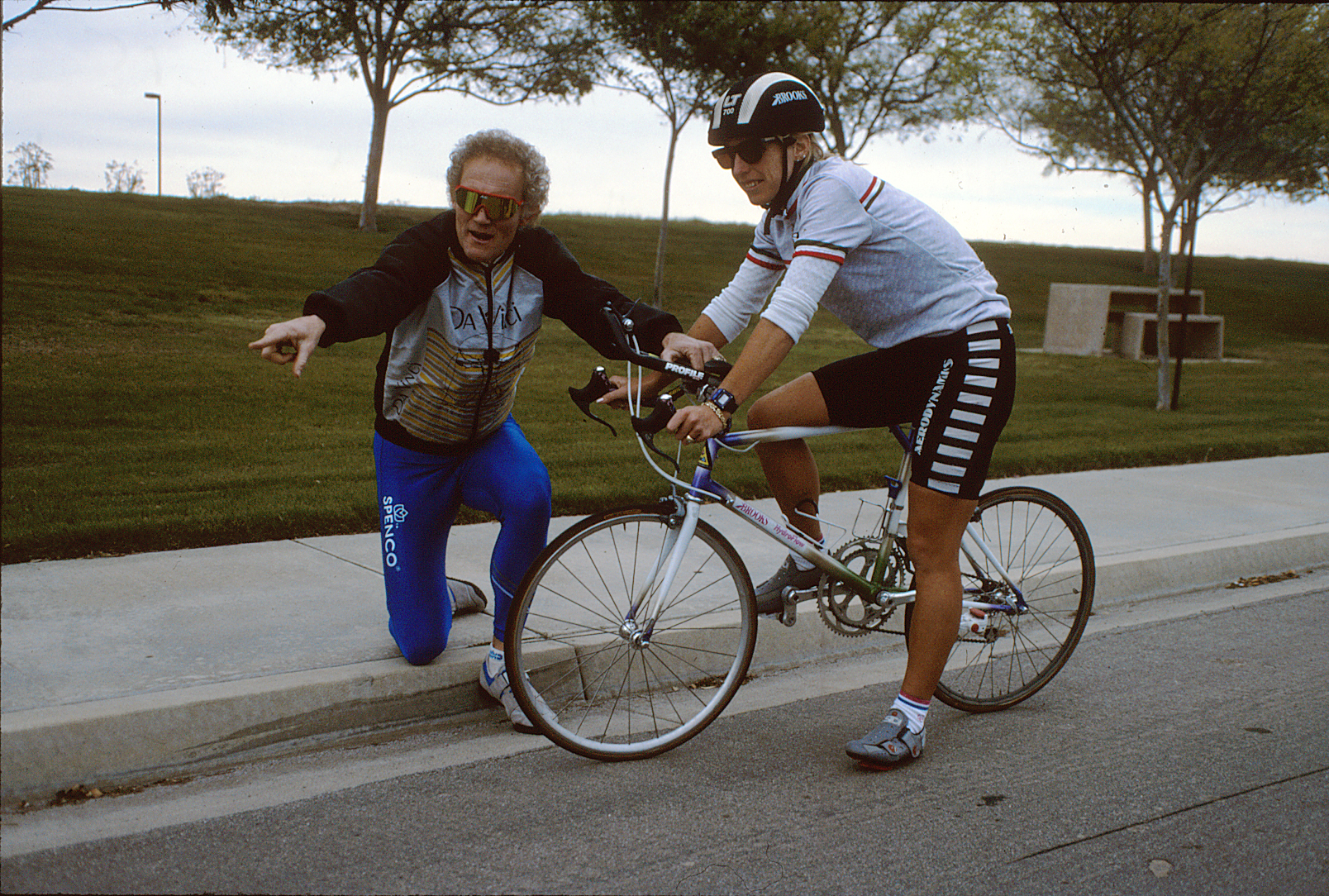
Paula Newby-Fraser und ihr Coach John Howard (1991)

Sie hält auch den Rekord für die meisten Siege in Folge bei den Frauen (viermal zwischen 1991 und 1994) zusammen mit Daniela Ryf (viermal zwischen 2015 und 2018), wird hier allerdings bei den Männern noch von Mark Allen übertroffen (fünfmal zwischen 1989 und 1993). In den Jahren 1993, 1994 und 1996 wird sie in den Ergebnislisten des Ironman Hawaii mit US-amerikanischer Staatszuordnung geführt. Newby-Frasers größte Konkurrentin war die Neuseeländerin Erin Baker.

### Ironman-Weltbestzeit 1994
Über 14 Jahre war Paula Newby-Fraser die amtierende Weltbestzeitinhaberin über die Ironman-Distanz mit einer Zeit von 8:50:53 Stunden, aufgestellt 1994 beim Ironman Europe in Roth. Am 13. Juli 2008 verlor sie diese Krone an Yvonne van Vlerken (8:45:48 h) in Roth und Sandra Wallenhorst (8:47:25 h) beim Ironman Austria in Klagenfurt. Newby-Fraser konnte seit 1986 insgesamt 24 Ironman-Rennen gewinnen.
Um beim Laufen mit einer möglichst geringen Vorbelastung der Wadenmuskulatur zu starten, verwendete Paula Newby-Fraser bereits im Jahr 2000 Radschuhe, deren Auflage an den Pedalen weiter hinten zum Knöchel liegt und durch den so verkürzten Hebel die Belastung beim Radfahren vom Unter- mehr auf den Oberschenkel verlagert (siehe auch: Triathlon#Material).
Im Oktober 2005 heiratete Paula Newby-Fraser Paul Huddle – einen ehemaligen US-Profi-Triathleten, der auch als ihr Trainer tätig war.

## Auszeichnungen
- 1996 wurde Newby-Fraser vom Veranstalter World Triathlon Corporation (WTC) mit der Aufnahme in dessen Hall of Fame geehrt.[8]
- Neben vielen anderen Auszeichnungen wurde sie von der United States Sports Academy in die Top 5 der Profisportlerinnen der letzten 25 Jahre (1972–1997) gewählt.

## Sportliche Erfolge
| Datum/Jahr   | Platz | Wettbewerb                                 | Austragungsort   | Zeit     | Bemerkung                                     |
| ------------ | ----- | ------------------------------------------ | ---------------- | -------- | --------------------------------------------- |
| 3. Aug. 2003 | 2     | Vineman Ironman 70.3                       | Sonoma County    |          |                                               |
| 1997         | 5     | USA Triathlon Elite National Championships | St. Joseph’s     | 02:06:41 |                                               |
| 3. Mai 1997  | 1     | Wildflower Triathlon                       | Lake San Antonio |          |                                               |
| 1996         | 1     | Laguna Phuket Triathlon                    | Phuket           | 02:02:33 |                                               |
| 4. Mai 1996  | 1     | Wildflower Triathlon                       | Lake San Antonio |          |                                               |
| 7. Mai 1995  | 1     | Wildflower Triathlon                       | Lake San Antonio |          |                                               |
| 1993         | 1     | Escape from Alcatraz Triathlon             | San Francisco    |          |                                               |
| 1993         | 3     | St. Croix Triathlon                        | Saint Croix      |          |                                               |
| 1992         | 1     | Escape from Alcatraz Triathlon             | San Francisco    |          |                                               |
| 1992         | 5     | USA Triathlon Elite National Championships | Wilkes-Barre     | 02:11:07 |                                               |
| 1991         | 3     | St. Croix Triathlon                        | St. Croix        |          |                                               |
| 1991         | 1     | Escape from Alcatraz Triathlon             | San Francisco    |          |                                               |
| 1990         | 1     | Wildflower Triathlon                       | Lake San Antonio |          |                                               |
| 1988         | 2     | USA Triathlon Elite National Championships | Wilkes-Barre     | 02:04:52 | zweiter Rang hinter Colleen Cannon Kaushansky |
| 1988         | 2     | St. Croix Triathlon                        | St. Croix        |          |                                               |
| 1986         | 1     | Wildflower Triathlon                       | Lake San Antonio |          |                                               |

| Datum/Jahr    | Platz | Wettbewerb                        | Austragungsort    | Zeit     | Bemerkung |
| ------------- | ----- | --------------------------------- | ----------------- | -------- | --- |
| 28. Mai 2006  | 4     | Ironman Japan                     | Gotō-Inseln       | 10:13:14 | |
| 30. Aug. 2004 | 1     | Ironman Korea                     | Seogwipo          | 08:54:02 | Paula Newby-Fraser feiert mit 42 Jahren den Sieg in Korea – Austragung auf verkürztem Kurs                                                                          |
| 18. Okt. 2003 | 13    | Ironman Hawaii                    | Hawaii            | 09:47:39 | zeitgleich mit Fernanda Keller |
| 19. Okt. 2002 | 16    | Ironman Hawaii                    | Hawaii            | 10:06:53 | |
| 13. Mai 2002  | 1     | Ironman Japan                     | Gotō-Inseln       | 09:43:18 | |
| 19. Mai 2001  | 2     | Ironman California                | Kalifornien       | 09:32:39 | |
| 5. Feb. 2000  | 1     | Ironman South Africa              | Kapstadt          |          | |
| 13. Apr. 1997 | 1     | Ironman Australia                 | Forster           | 09:08:22 | |
| 24. Mai 1997  | 1     | Ironman Lanzarote                 | Puerto del Carmen | 10:12:25 | |
| 26. Okt. 1996 | 1     | Ironman Hawaii                    | Hawaii            | 09:06:49 | Streckenrekord |
| 1996          | 1     | Ironman Australia                 | Forster           |          | |
| 25. Aug. 1996 | 1     | Ironman Canada                    | Penticton         | 09:28:36 | [ 12 ] |
| 7. Okt. 1995  | 4     | Ironman Hawaii                    | Hawaii            | 09:37:54 | Nachdem sie lange Zeit in Führung war, sackte Newby-Fraser 400 Meter vor dem Ziel erschöpft zu Boden und wird Vierte.                                               |
| 9. Juli 1995  | 1     | Ironman Europe                    | Roth              | 09:06:34 | |
| 4. Juni 1995  | 1     | Ironman Lanzarote                 | Puerto del Carmen | 09:24:39 | |
| 15. Okt. 1994 | 1     | Ironman Hawaii                    | Hawaii            | 09:20:14 | |
| 22. Mai 1994  | 1     | Ironman Lanzarote                 | Puerto del Carmen | 09:29:36 | |
| 10. Juli 1994 | 1     | Ironman Europe                    | Roth              | 08:50:53 | Sieg und neue Weltbestzeit in Roth (diese wurde erst wieder im Jahr 2008 von Yvonne van Vlerken bei der Challenge Roth unterboten)                                  |
| 30. Okt. 1993 | 1     | Ironman Hawaii                    | Hawaii            | 08:58:23 | Mit neuem Radrekord (4:48:30 Stunden) schaffte sie zum zweiten Mal eine Zeit unter neun Stunden auf Hawaii.                                                         |
| 10. Okt. 1992 | 1     | Ironman Hawaii                    | Hawaii            | 08:55:28 | Diese Bestzeit auf Hawaii konnte bis 2010 nicht unterboten werden.                                                                                                  |
| 11. Juli 1992 | 1     | Ironman Europe                    | Roth              | 08:55:00 | Sieg bei ihrem dritten Start auf der Langdistanz innerhalb von 30 Tagen                                                                                             |
| 28. Juni 1992 | 1     | Yanmar Ironman Japan              | Lake Biwa         | 09:16:13 | |
| 14. Juni 1992 | 1     | Triathlon Longue Distance de Nice | Nizza             | 06:43:41 | 4 km Schwimmen, 120 km Radfahren und 30 km Laufen |
| 19. Okt. 1991 | 1     | Ironman Hawaii                    | Hawaii            | 09:07:52 | |
| 1991          | 1     | Yanmar Ironman Japan              | Lake Biwa         |          | |
| 16. Juni 1991 | 1     | Triathlon Longue Distance de Nice | Nizza             | 06:40:35 | |
| 4. Okt. 1990  | 2     | Ironman Hawaii                    | Hawaii            | 09:20:01 | Zweite hinter Erin Baker |
| 17. Juni 1990 | 1     | Triathlon Longue Distance de Nice | Nizza             | 06:36:19 | |
| 15. Juli 1990 | 1     | Yanmar Ironman Japan              | Lake Biwa         |          | |
| 14. Okt. 1989 | 1     | Ironman Hawaii                    | Hawaii            | 09:00:56 | Streckenrekord |
| 28. Mai 1989  | 1     | Triathlon Longue Distance de Nice | Nizza             | 06:49:42 | |
| 22. Okt. 1988 | 1     | Ironman Hawaii                    | Hawaii            | 09:01:01 | Streckenrekord |
| 24. Sep. 1988 | 1     | Yanmar Ironman Japan              | Lake Biwa         |          | |
| 25. Okt. 1987 | 3     | Triathlon Longue Distance de Nice | Nizza             | 06:56:35 | |
| 10. Okt. 1987 | 3     | Ironman Hawaii                    | Hawaii            | 09:40:37 | Dritte hinter Erin Baker und Sylviane Puntous |
| 4. Okt. 1986  | 1     | Ironman Hawaii                    | Hawaii            | 09:49:14 | |
| 26. Okt. 1985 | 3     | Ironman Hawaii                    | Hawaii            | 10:31:04 | in Abwesenheit von Sylvianne und Patricia Puntous, Julie Olson (den Top 3 des Vorjahres) sowie weiteren Top-Athleten, die alle zwei Wochen zuvor in Nizza starteten |

| Datum/Jahr | Platz | Wettbewerb        | Austragungsort | Zeit  | Bemerkung |
| ---------- | ----- | ----------------- | -------------- | ----- | --- |
| 1991       | 1     | Powerman Zofingen | Zofingen       | 06:58 | Der „Powerman“ in Zofingen zählt im Duathlon als Langdistanz-Weltmeisterschaft – mit einer Zeit unter sieben Stunden |

(DNF – Did Not Finish)

## Veröffentlichungen
- Paula Newby-Fraser, John Mora: Peak Fitness for Women Human Kinetics Champaign (Illinois) 1995 ISBN 9780873226721
- Mark Allen, Paula Newby-Fraser, Diane Buchta: Strength training for total body fitness Bult-Wendle Ventures Beverly Hills (Kalifornien) OCLC 38849889